# 松田久 (日本赤軍)
松田 久（まつだ ひさし、1948年8月30日 - ）は、日本の新左翼。元日本赤軍のメンバー。

## 人物
茨城大学中退。赤軍派のメンバーとして1971年3月に横浜銀行への銀行強盗をしM作戦の実行犯となる。その事件で懲役8年10ヶ月が確定し、宮城刑務所に収監。
1975年8月に日本赤軍が起こしたクアラルンプール事件で釈放要求リストの7人の1人に選ばれ、超法規的措置で出獄し国外逃亡。釈放要求リスト7人中6人が公判中だったが、松田のみ刑が確定していた。
日本赤軍参加後は、同組織最高幹部である重信房子の側近を務めていた時期があり、その時は「重信語録」という標題をつけた手製のメモ帳を携帯していたとの証言がある。
1985年に刑法により有期懲役の時効の10年が経過したため、服役中の日本における懲役8年10ヶ月の刑の時効が成立（刑の時効は公訴時効と異なり、国外逃亡の時効停止規定がない）。
1994年7月、他人名義のビザで東欧などに不法入国したとして偽造有印私文書行使の容疑で逮捕状を取った。
1999年12月23日に香港で重信房子や大道寺あや子と会合していたことが、2000年11月に重信の逮捕時に押収した資料から判明した。
2024年現在も国外逃亡中であり、国際手配されている。生死は不明。
70歳前後となった顔立ちを想定した指名手配ポスターも作成されている。

## 著書
- 『銃よ、おまえは誰のために―連合赤軍総括への試論 』査証編集委員会(1973年)